# 周景王
周景王（？—前520年），姓姬，名貴，中國東周君主，諡號景，為周靈王之子。周景王在位时，财政困難，連器皿都要向各国索讨。
有一次，景王宴请晋国大臣知文子荀跞，指着鲁国送来的酒壶说：“各国都有器物送给天子，为何晋国没有？”荀跞答不出来，請副使籍谈答覆，籍谈说当初晋国受封时，未赐以礼器，現在晋国忙于对付戎狄，當然無法送出礼物。周景王列数王室赐给晋的土地器物，讽刺其“数典而忘其祖”，这是“数典忘祖”的典故。此時周天子的地位已经一落千丈。諷刺的是周景王臨終前幾年，還堅持花錢去鑄大錢和鑄大鐘，不聽大臣勸諫。
周景王太子寿早死，立王子猛为太子，卻宠爱庶长子王子朝，還一度打算刺殺支持王子猛的單穆公、劉文公。公元前520年四月，周景王病重，嘱咐宾孟要擁立王子朝。王子朝未及立为嗣君，景王却突然病死，由王子猛即位。
周景王在位期間執政為單靖公、劉定公、成簡公、單獻公、單成公、劉獻公、單穆公。

## 子女
- 王子朝，庶长子，得到周景王的宠爱。非嫡系，只是庶出長子。周悼王即位後，王子朝殺悼王，各諸侯介入處理。前516年王子朝逃到楚國。前505年春，楚國被吳國擊敗，險些亡國，周敬王趁機派人在楚殺死王子朝。儋翩帶領王子朝支持者在次年舉事，敬王出逃，在前503年得晉國幫助下回都。
- 太子寿，由周景王王后所生，早死。
- 王子猛，后又立为太子，是為周悼王。周景王之子，周敬王之同母兄。被王子朝殺害。
- 王子匄，周悼王之同母弟。因王子朝之亂受到晉國支持，而即位，是為周敬王。在前503年，王子朝的支持者起兵，敬王出逃，得晉國幫助下回都。